# Tess van der Flier
Tess van der Flier (Zwolle, 22 februari 1999) is een voormalig Nederlands voetbalspeelster. Ze speelde als doelverdediger voor PEC Zwolle in de Vrouwen Eredivisie.

## Carrière
Van der Flier stond bij Be Quick '28 op doel, dat uitkomt in de Topklasse, en werd in februari 2020 gescout door sc Heerenveen. Sinds seizoen 2020/21 komt zij voor sc Heerenveen uit als doelverdedigster, en speelde ze in het KNVB bekertoernooi. In de zomer van 2022 tekende ze een contract voor één seizoen bij PEC Zwolle. Op 13 mei 2024 werd het contract van Van der Flier bij PEC Zwolle voor een jaar verlengd. In het seizoen 2024/25 knokte ze zich terug van een achillespeesblessure. Aan het einde van hetzelfde seizoen besloot ze een einde aan haar carrière te maken.

### Carrièrestatistieken
| Seizoen         | Club            | Land            | Competitie         | Competitie | Competitie | Beker | Beker | Internationaal | Internationaal | Overig | Overig | Totaal | Totaal |
| Seizoen         | Club            | Land            | Competitie         | Wed.       | Dlp.       | Wed.  | Dlp.  | Wed.           | Dlp.           | Wed.   | Dlp.   | Wed.   | Dlp.   |
| --------------- | --------------- | --------------- | ------------------ | ---------- | ---------- | ----- | ----- | -------------- | -------------- | ------ | ------ | ------ | ------ |
| 2019/20         | sc Heerenveen   | Nederland       | Vrouwen Eredivisie | 0          | 0          | 0     | 0     | –              | –              | 0      | 0      | 0      | 0      |
| 2020/21         | sc Heerenveen   | Nederland       | Vrouwen Eredivisie | 4          | 0          | 1     | 0     | –              | –              | 1      | 0      | 6      | 0      |
| 2022/23         | PEC Zwolle      | Nederland       | Vrouwen Eredivisie | 16         | 0          | 1     | 0     | –              | –              | –      | –      | 17     | 0      |
| 2023/24         | PEC Zwolle      | Nederland       | Vrouwen Eredivisie | 5          | 0          | 0     | 0     | –              | –              | –      | –      | 5      | 0      |
| 2024/25         | PEC Zwolle      | Nederland       | Vrouwen Eredivisie | 1          | 0          | 0     | 0     | –              | –              | 0      | 0      | 1      | 0      |
| Carrière totaal | Carrière totaal | Carrière totaal | Carrière totaal    | 26         | 0          | 2     | 0     | 0              | 0              | 1      | 0      | 27     | 0      |

## Privé
Van der Flier studeerde voor leraar Lichamelijke Oefening aan de CALO in Zwolle.